# Tadeusz Sączewski
Tadeusz Sączewski (ur. 8 grudnia 1894, zm. 1940 w Rumunii) – major broni pancernych Wojska Polskiego II RP.

## Życiorys
8 grudnia 1918 został przyjęty do Wojska Polskiego z byłych Korpusów Wschodnich i byłej armii rosyjskiej, z zatwierdzeniem posiadanego stopnia podporucznika i przydzielony do artylerii w Rembertowie.
Po zakończeniu wojny z bolszewikami pełnił służbę w 8 pułku artylerii polowej w Płocku. Następnie został przeniesiony do rezerwy i przydzielony w rezerwie do 8 pap. 8 stycznia 1924 został zatwierdzony w stopniu kapitana ze starszeństwem z 1 czerwca 1919 i 660. lokatą w korpusie oficerów artylerii. Później został przemianowany na oficera zawodowego w stopniu kapitana ze starszeństwem z 1 lutego 1925 w korpusie oficerów artylerii. W 1928 pełnił służbę w Centrum Wyszkolenia Artylerii w Toruniu, a cztery lata później w 1 pułku pancernym w Poznaniu. W marcu 1934 został przeniesiony do 1 batalionu czołgów i samochodów pancernych. 27 czerwca 1935 prezydent RP nadał mu stopień majora z dniem 1 stycznia 1935 w korpusie oficerów artylerii i 2. lokatą. W 1937 został przeniesiony do korpusu oficerów broni pancernych w stopniu majora ze starszeństwem z 1 stycznia 1935 i 2. lokatą. W marcu 1939 przebywał w sanatorium, a jego oddziałem macierzystym był 5 batalion pancerny w Krakowie. W tym samym roku dowodził 2 dywizjonem pociągów pancernych w Niepołomicach.
4 września, po zakończeniu mobilizacji, wraz z pozostałością dywizjonu ewakuował się koleją do Tarnobrzega, gdzie miał zorganizować Ośrodek Zapasowy Pociągów Zapasowych Nr 1. Sytuacja na froncie uniemożliwiła mu organizację ośrodka, w związku z czym kontynuował ewakuację, transportem samochodowym, przez Sandomierz, Lwów, Brody, Stanisławów i Kołomyję. 19 września przekroczył granicę z Rumunią. W maju następnego roku zmarł w obozie internowanych .

## Ordery odznaczenia
- Krzyż Walecznych[16][10]
- Odznaka „Znak Pancerny” nr 655 – 11 listopada 1934[17]